# Acide percarboxylique
Un acide percarboxylique ou peroxocarboxylique est un dérivé d'acide carboxylique, qui au lieu de porter un groupe carboxyle (C(=O)OH) porte un groupe percarboxyle (C(=O)OOH), c'est-à-dire un groupe carboxyle contenant une fonction peroxyde.

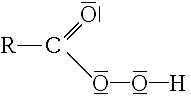
Formule générale d'un acide percarboxylique